# República piamontesa
La República piamontesa (en Italiano Repubblica Piemontese) fue una república hermana, uno de los Estados satélites de la Primera República francesa, que tuvo una breve duración, entre 1798 y 1799, en el territorio de Piamonte durante el régimen militar impuesto por Francia.

## Historia
El Piamonte era la parte principal del Reino de Cerdeña que, a pesar de su nombre, tenía su núcleo en el continente. El Reino sufrió una primera invasión francesa de 1796 y, debido a la derrota sufrida por el ejército piemontés frente al superior francés del general, Napoleón Bonaparte, el rey Vítor Amadeo III que tuvo que firmar el armisticio de Cherasco del 28 de abril de 1796 y el consiguiente tratado de París del 15 de mayo. El Reino de Cerdeña cedió a Francia la Saboya y Niza.
Después de una segunda invasión en 1798, el nuevo rey Charles Manuel escapó a Roma, pero nunca aceptó firmar un nuevo tratado de paz, esperando la aprobación de un acuerdo. informe final sobre los territorios continentales de acuerdo con el derecho internacional.
La República piamontesa fue declarada el 10 de septiembre de 1798. Xeneral Joubert ocupó la capital sarda de Turín 6 de diciembre de ese año. La República dependía totalmente de Francia, y nunca fue realmente libre y soberana, mientras que estaba bajo la ocupación militar francesa. El no estado fue reconocido por la comunidad internacional.
La República utilizó en sus monedas el lema "Libertà, Virtù, Eguaglianza" (Libertad, Virtud, Igualdad), emulando el lema francés "Liberté, égalité, fraternité".
El 20 de junio de 1799, la República piamontesa dejó de existir cuando fue conquistada por las tropas  austro -  rusas. Más tarde fue reincorporado al Reino de Sardeña pero, exactamente un año después, fue reinstalado con el nombre de República Subalpina, después de lo cual Napoleón había tomado todo el norte de Italia después de la victoriosa batalla de Marengo.
La estructura del gobierno de estas repúblicas, a pesar de su corta vida, cambió varias veces, de un sistema directorio (diciembre de 1798-abril de 1799) a un Consejo Superior (abril de 1799-abril de 2001). 1800) y, después de la restauración de la República (la República Subalpina), a un Ejecutivo Provisional (abril de 1801-septiembre de 1802).
La República Subalpina duró hasta el 11 de septiembre de 1802, cuando se incorporó al Primer Imperio francés, y su territorio se dividió entre el Reino de Italia y Francia.